# Соломатина, Татьяна Юрьевна
Татьяна Юрьевна Солома́тина (род. 8 июля 1971, Одесса, СССР) — российская писательница, кандидат медицинских наук.

## Биография
Родилась 8 июля 1971 года в Одессе, окончила Одесский медицинский институт, получив диплом по специальности «врач акушер-гинеколог», защитила кандидатскую диссертацию. Как медик стажировалась в Бостоне (США). Замужем, есть дочь. Живёт в Подмосковье.
Сотрудничала с журналами «Домашний очаг», «Здоровье», русскоязычным американским журналом «Чайка» и рядом интернет-порталов. Работала копирайтером, креативным директором в рекламном агентстве.
В 2007 году завела блог sol-tat в Живом Журнале, после чего её заметило издательство «Эксмо», в котором вышла её первая книга [уточнить]. Издательство помогло начинающей писательнице «раскрутиться», рекламируя её книгу и устраивая встречи писательницы с читателями в книжных магазинах и на книжных ярмарках.
Её дебютная книга «Акушер-Ха» лидировала в продажах на сайте «Озон» в течение двух месяцев, а изданный дополнительный тираж произведения был полностью раскуплен всего за один день.  Продолжение тоже пользовалось успехом.

## Книги
- Акушер-Ха! — Яуза-Пресс, Эксмо — 2009 (ISBN 978-5-9955-0068-1)[10]
- Акушер-Ха! Вторая (и последняя) — Эксмо — 2009[11][12]
- Приёмный покой — АСТ. — 2009[13][14] и аудиоверсия (2010)
- Большая собака — Эксмо — 2009 (ISBN 978-5-9955-0110-7)[15][16]
- рассказ «Постоянная переменная» в сборнике «0 января» (составитель Алмат Малатов) — М: АСТ, Харвест — 2009
- Больное сердце — АСТ — 2010 (ISBN 978-5-17-066272-2)
- Психоз — Эксмо, Эксмо-Пресс, 2010 (ISBN 978-5-9955-0197-8, ISBN 978-5-9955-0280-7 и ISBN 978-5-9955-0163-3 )
- Узелки. Великовозрастным младенцам на память — АСТ, 2010 (ISBN 978-5-17-063936-6)
- «Больное сердце» в сборнике «Белый кафель, красный крест» (составитель Алмат Малатов) — М: АСТ, Астрель, ВКТ — 2010
- «Сонина Америка»[17] в сборнике «Контурные карты для взрослых» (составитель Алмат Малатов) — АСТ, Астрель, ВКТ — 2010 (ISBN 978-5-17-068965-1, 978-5-271-29531-7, 978-5-226-02946-2)
- «Суррогат» в сборнике «Нежное настроение» — Астрель — 2011 (ISBN 978-5-271-38667-1)
- Папа — Яуза-Пресс, Эксмо — 2011 (ISBN 978-5-9955-0297-5)
- Девять месяцев, или Комедия женских положений — Эксмо — 2010 (ISBN 978-5-9955-0208-1)[2]
- Кафедра А&Г — Эксмо-Пресс — 2011 (ISBN 978-5-9955-0275-3 и ISBN 978-5-9955-0216-6)
- Коммуна, студенческий роман — Эксмо — 2011
- Мой одесский язык — М.: Эксмо — 2011 (ISBN 978-5-9955-0418-4)[18]
- Отойти в сторону и посмотреть — Эксмо — 2011 (ISBN 978-5-9955-0239-5)
- Двойное дыхание — АСТ — 2011 (ISBN 978-5-17-071021-8)
- Больное сердце (авторский сборник: повесть «Постоянная переменная», повесть «Сонина Америка», повесть «Больное сердце») — АСТ, Астрель, Полиграфиздат, Жанры — 2011
- Естественное убийство. Невиновные — Эксмо — 2012 (ISBN 978-5-9955-0356-9)[19]
- Естественное убийство-2. Подозреваемые — Эксмо — 2012 (ISBN 978-5-9955-0388-0)
- Мало ли что говорят — Эксмо, Яуза-Пресс — 2012 (ISBN 978-5-9955-0293-7)
- Роддом. Сериал. Кадры 1-13 (авторский сборник) — Эксмо — 2012 (ISBN 978-5-699-57979-2)
- Роддом. Сериал. Кадры 14-26 (авторский сборник) — Эксмо — 2012 (ISBN 978-5-699-59594-5)
- От мужского лица — Эксмо — 2012 (ISBN 978-5-699-60408-1)
- Доброе утро, Одесса! (аудиокнига) (авторский сборник) — издательство «Вимбо» — 2012 (ISBN VM-D119)
- Вишнёвая смола — АСТ — 2013 (ISBN 978-5-17-077097-7)
- Естественное убийство-3. Виноватые — Эксмо, Яуза-Пресс — 2013 (ISBN 978-5-99550-679-9)
- Одесский фокстрот, или Чёрный кот с вертикальным взлётом — АСТ — 2013 (ISBN 978-5-17-080621-8)
- Девять месяцев. Комедия женских положений —  АСТ, Харвест - 2013 (ISBN 978-5-17-078058-7, 978-985-18-2018-0)
- Роддом, или Жизнь женщины. Кадры 38-47 — АСТ — 2014 (ISBN 978-5-17-086367-9)
- Первый после Бога — Феникс — 2020 (ISBN 978-5-222-32932-0)
- Приключения Пальмы. Зеленый забор. Книга 1 — Феникс — 2021 (ISBN 978-5-222-33757-8)
- Община Св. Георгия: роман-сериал: первый сезон — Феникс — 2021 (ISBN 978-5-222-33287-0)

## Отзывы и критика творчества
Первую книгу Соломатиной встретили с энтузиазмом и критики, и читатели. Владимир Цыбульский писал: «Вкус и дар рассказчицы у Соломатиной, бесспорно, есть», отмечая при этом, что «Книга интересна профессией автора. Автор держится за неё изо всех сил.»
Литературный критик Николай Александров, ведущий программу «Книжечки» на радио «Эхо Москвы», пристально следит за творчеством Татьяны Соломатиной. Тепло отзываясь о её книгах на медицинскую тематику, он разочарованно рассказывает о более поздних книгах:

Кажется, книга написана поспешно, торопливо, и эта торопливость разочаровывает. Равно как и неоднократные упоминания своих книг, издателей и менеджеров. В результате сборник производит впечатление расширенного рекламного проспекта с лирическими отступлениями. Иногда остроумными. Иногда — так себе. — Николай Александров о книге «Мой одесский язык»

Ситуация выдумана — невероятнейшая, герои говорят каким-то искусственным многословным языком стандартных отечественных женских детективов и от всего повествования веет узнаваемой ложью расхожих российских телесериалов. Следить за этим словесным потоком довольно утомительно. Больно уж чувствуется, что бедность и искусственность интриги автор пытается восполнить многословием. — Николай Александров о книге «Естественное убийство. Невиновные»
Читателей, да и журналистов немного смущают метания Соломатиной от медицинской темы на темы более общие: так, Мария Сарычева в «Комсомольской правде» пишет:

Первая книга Соломатиной «Акушер-Ха!» вызвала фурор своей откровенной физиологичностью, весёлым цинизмом и претензией на философичность. Тираж раскупили подчистую и сели ждать новых врачебных баек. Но тут вдруг Татьяна сняла белый халат и выдала на-гора пару книг, в которых не было ни слова про эпизиотомию или там про поздний гестоз. Читательницы насторожились. Им и дальше хотелось читать о своём, о девичьем.— Мария Сарычева
Смену тем в ущерб качеству текста отмечает и Николай Александров:

Действительно, писатель ведь не обязан говорить только о больничных буднях. Он может сменить тему. Только вот странно, что у автора в этой книге появилось какая-то манерность, какое-то неприятное жеманство, кокетство. Он обращается к читателю в лирических отступлениях, набранных курсивом, говорит о себе в третьем лице. Что это? зачем это? куда подевалась прежняя простота? Бог весть!— Николай Александров о книге «Большая собака»
Однако, и с медицинской прозой не всё гладко, пока читатели раскупают книги Соломатиной сотнями тысяч, критики недоумевают:

Очень неплохая задумка, которая, к сожалению, теряет свою прелесть по ходу романа, ибо претворена в жизнь тяжелым, чрезмерно и не к месту философским и одновременно грубым языком. В анонсе издательства направление книги указано — «беллетристика», но даже для подобного рода литературы в романе слишком много непонятностей, не относящихся к теме. Уж если врачебная тематика, конечно, подразумевает обилие медицинских цитат, терминов и профессионализмов, то изобилие оных из совершенно других областей знаний — музыки, литературы, религии — выглядит совсем не к месту. И заставляет читателя въезжать не только в «лапаротомию» и «интранатальную гибель», но и в «Колесо Сансары» или в «тождественную по результативности тонику». Возможно, сей прием и служит для просвещения читателя, но в таком случае — да и во всех других тоже — язык никак не поворачивается назвать «Приёмный покой» книгой «интересной для прочтения в дороге из пункта отбытия в пункт прибытия», как советует нам тот же анонс. — Юлия Барбакадзе
А Елизавета Новикова считает, что «порция романтики и литературщины необходима — как последний проход на высоких каблуках беременной модницы. Манерность повествования не может не коробить, но автор „выезжает“ благодаря фактуре. И ещё неизвестно, выиграла бы подобная книга, если бы фактура была беднее, а стиль богаче. В случае с книгой Татьяны Соломатиной вульгарность повествования оправдывается тем, что и сама жизнь бывает не слишком утончённой.» Ей вторит Екатерина Алеева: «Бодрая проза Татьяны Соломатиной может покоробить борца за чистоту русского языка, но никогда не даст заскучать».